# Onfroy Ier de Toron
Pour les articles homonymes, voir Toron.
Onfroy de Toron (Umfredus de Torum en latin) est un chevalier croisé qui apparaît pour la première fois en 1115 comme vassal de Josselin de Courtenay, prince de Tibériade ; le château de Toron se trouve dans le village de Tibnine (arabe: تبنين) dans le district de Bint-Jbeil situé à 110 km au sud de Beyrouth au Liban. Étant construit en 1105 par Hugues de Saint-Omer,. Il en était le seigneur depuis 1108 après la décapitation de son deuxième seigneur Gervais de Bazoches par l’atabeg de Damas,  Tughtekin. Il avait participé à la Première croisade.
D’une épouse inconnue, il eut Onfroy II de Toron.
Onfroy de Toron est probablement un Italo-Normand, peut-être lié à la famille Hauteville, l’un de ses descendants se déclarant, au XVe siècle, issu de Tancrède de Hauteville, tandis que la mythologie familiale se donnait une origine danoise, c’est-à-dire viking[réf. nécessaire].
En 1115, il est témoin d'une charte du roi Baudouin Ier de Jérusalem.

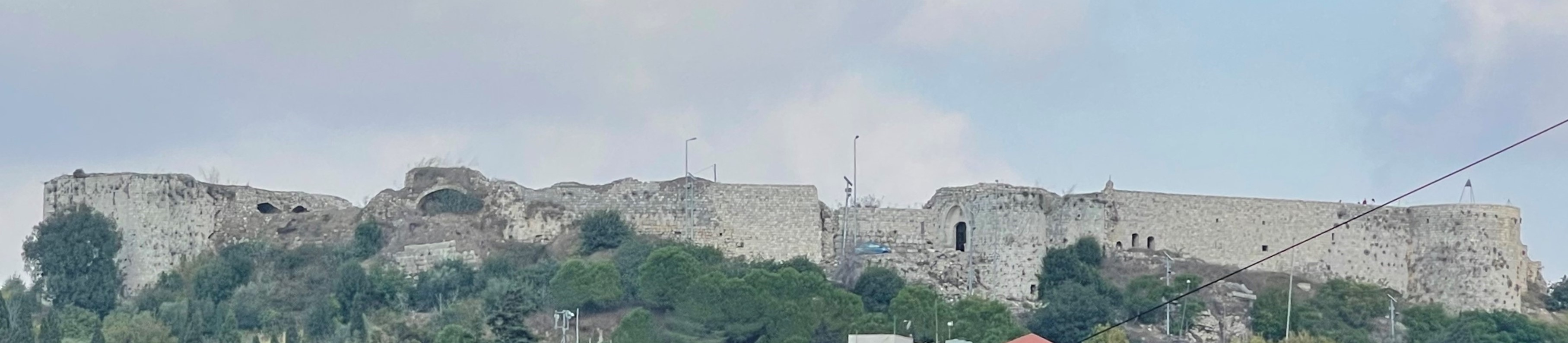
Vue de Toron des Chevaliers à Tibnine depuis le quartier ouest du village.